# Нортеље
Нортеље (швед. Norrtälje) град је у Шведској, у крајње источном делу државе. Град је у оквиру Стокхолмског округа, где је једно од најзначајнијих насеља изван градског подручја Стокхолма. Нортеље је истовремено и седиште истоимене општине.

## Природни услови
Град Нортеље се налази у крајње источном делу Шведске и Скандинавског полуострва. Од главног града државе, Стокхолма, град је удаљен 70 км североисточно.
Нортеље се развило у области источног Вестманланда. Градско подручје је равничарско до бреговито. Надморска висина града је 10-30 м. Град се налази на обали Балтичког мора, чија је обала овде веома разуђена, па око града има низ острва, полуострва и залива. То је подручје Стокхолмског архипелага.

## Историја
Подручје Нортеља било насељено још у време праисторије. Први помен насеља под данашњим називом везује се за годину 1219. Насеље је добило градска права 1622. године.
1719. године, током рата Шведске са Русијом, град је цео спаљен.
Нагли развој Нортеље доживљава у првих деценија 20. века са изградњом железнице (1890) од Стокхолма, којим је поспешен развој града као места за одмор и „бег у природу“ становника главног града.
Нортеље је и дан-данас место за предах са елементима ваздушне бање, које становници Стокхолма посећују викендом и празником.

## Становништво
Нортеље је данас град средње величине за шведске услове. Град има око 18.000 становника (податак из 2010. г.), а градско подручје, тј. истоимена општина има око 56.000 становника (податак из 2012. г.). Последњих деценија број становника у граду расте.
До средине 20. века Нортеље су насељавали искључиво етнички Швеђани. Међутим, са јачањем усељавања у Шведску, становништво града је веома шаролико.

## Привреда
Данас је Нортеље савремени град. Као и у случају других градова везаних за туристичку привреду окосницу чине трговина, услуге и туризам. Последњих деценија град је добио и индустријске погоне.

## Збирка слика
- Средиште Нортеља
- Главна градска црква
- Приобаље Нортеља зими
- Градско читалиште